# Станиславский заказник
Станиславский заказник — ландшафтный заказник общегосударственного значения, расположенный на территории Станиславской сельской общины Херсонского района (Херсонская область, Украина). Площадь — 659 га.
Часть (акватория) заказника расположена в границах хозяйственной зоны Нижнеднепровского национального природного парка.

## История
Заказник создан Указом Президента Украины от 21.02.2002 года № 167/2002 «О территориях природно-заповедного фонда общегосударственного значения» (Про території природно-заповідного фонду загальнодержавного значення).

## Описание
Заказник расположен на крайнем западе Херсонской области — занимает узкую полосу побережья мыса Станислав (51 га), на котором расположено одноимённое село, и прилегающую акваторию Днепро-Бугского лимана Чёрного моря (608 га). Береговая линия обрывистая, изрезанная оврагами и балками. Также в границах заказника, непосредственно восточнее села Станислав, расположена балка Байдыха, глубиной до 38 м. 

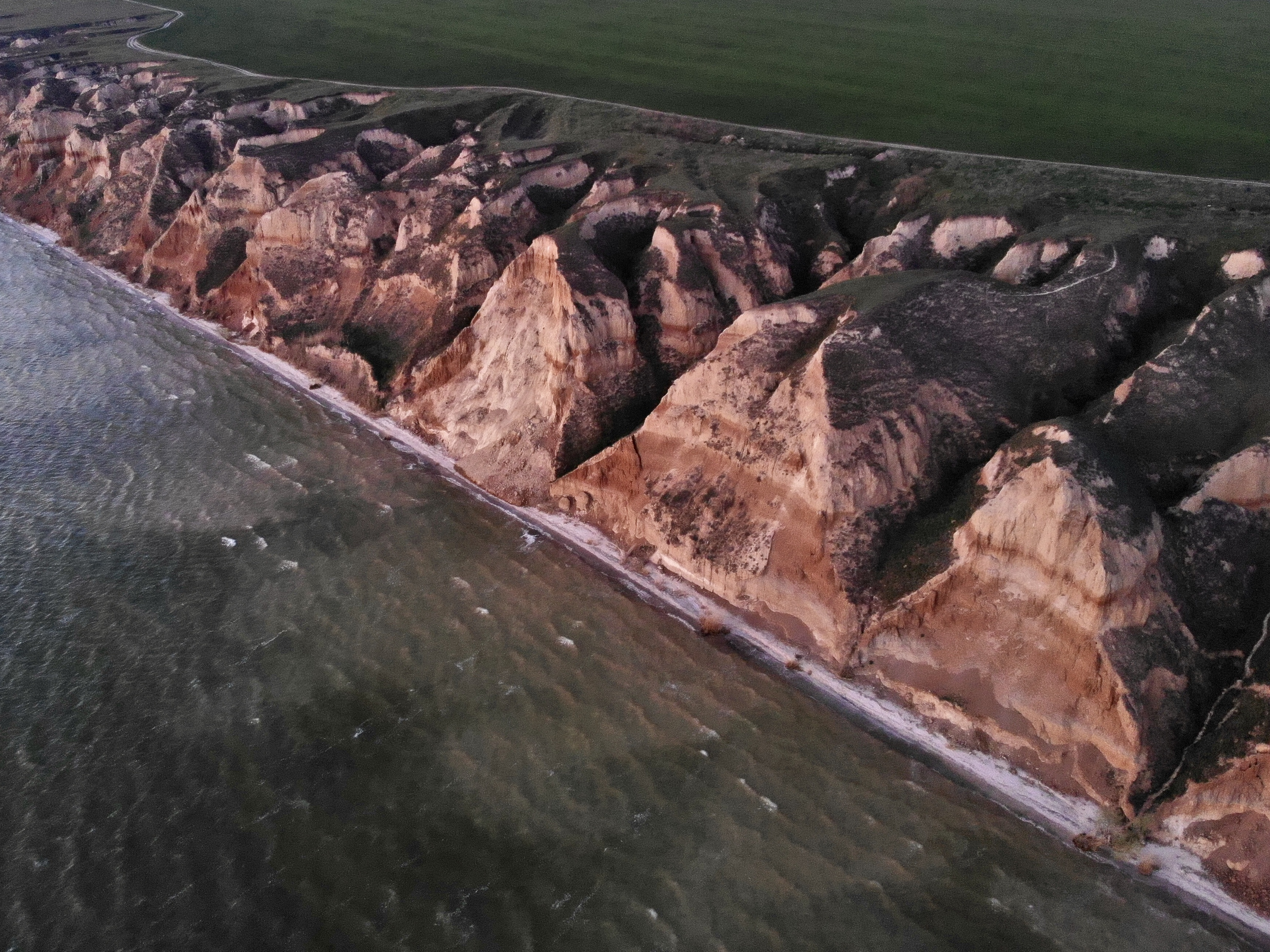
вид с воздуха
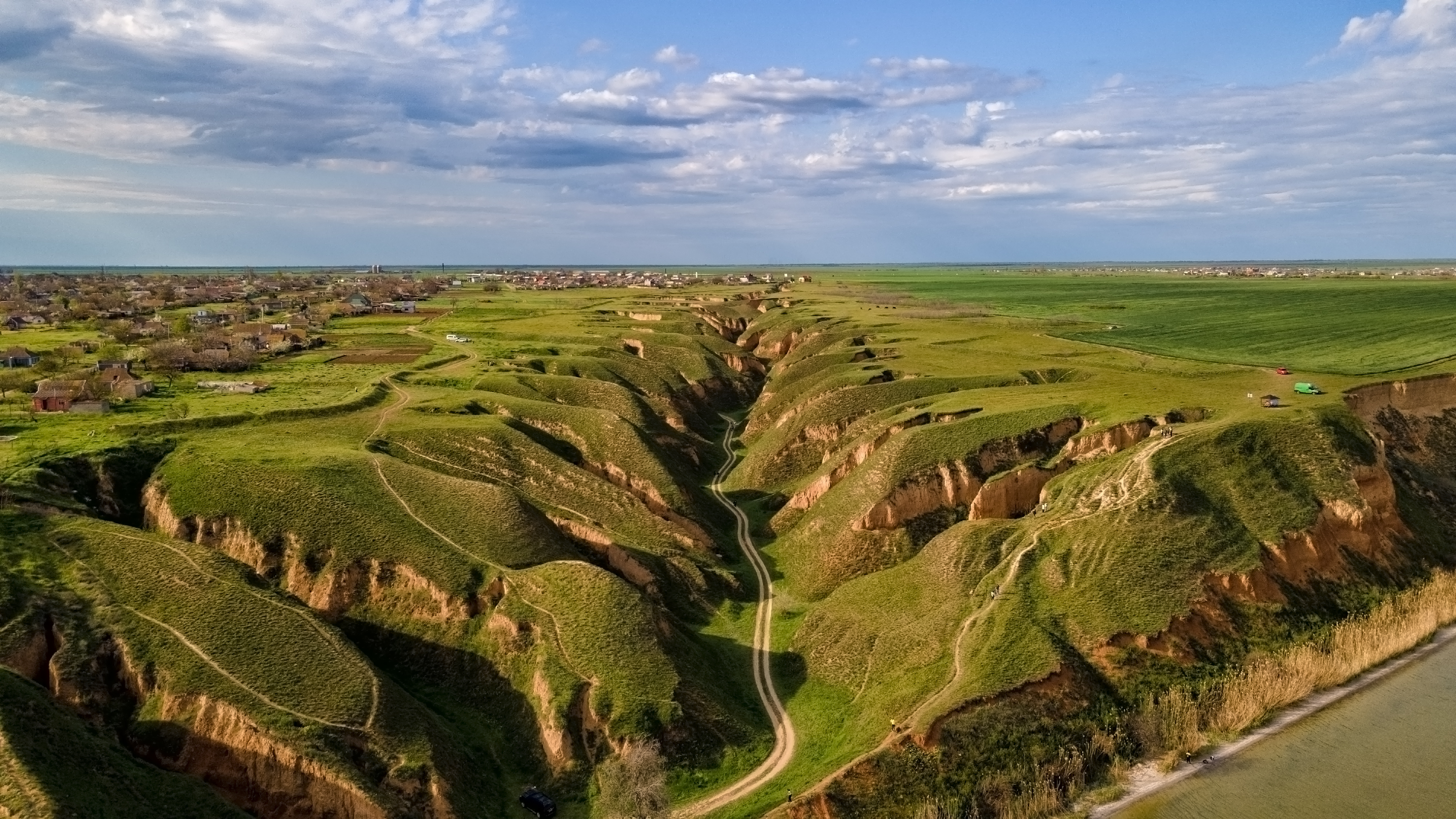
балка Байдыха
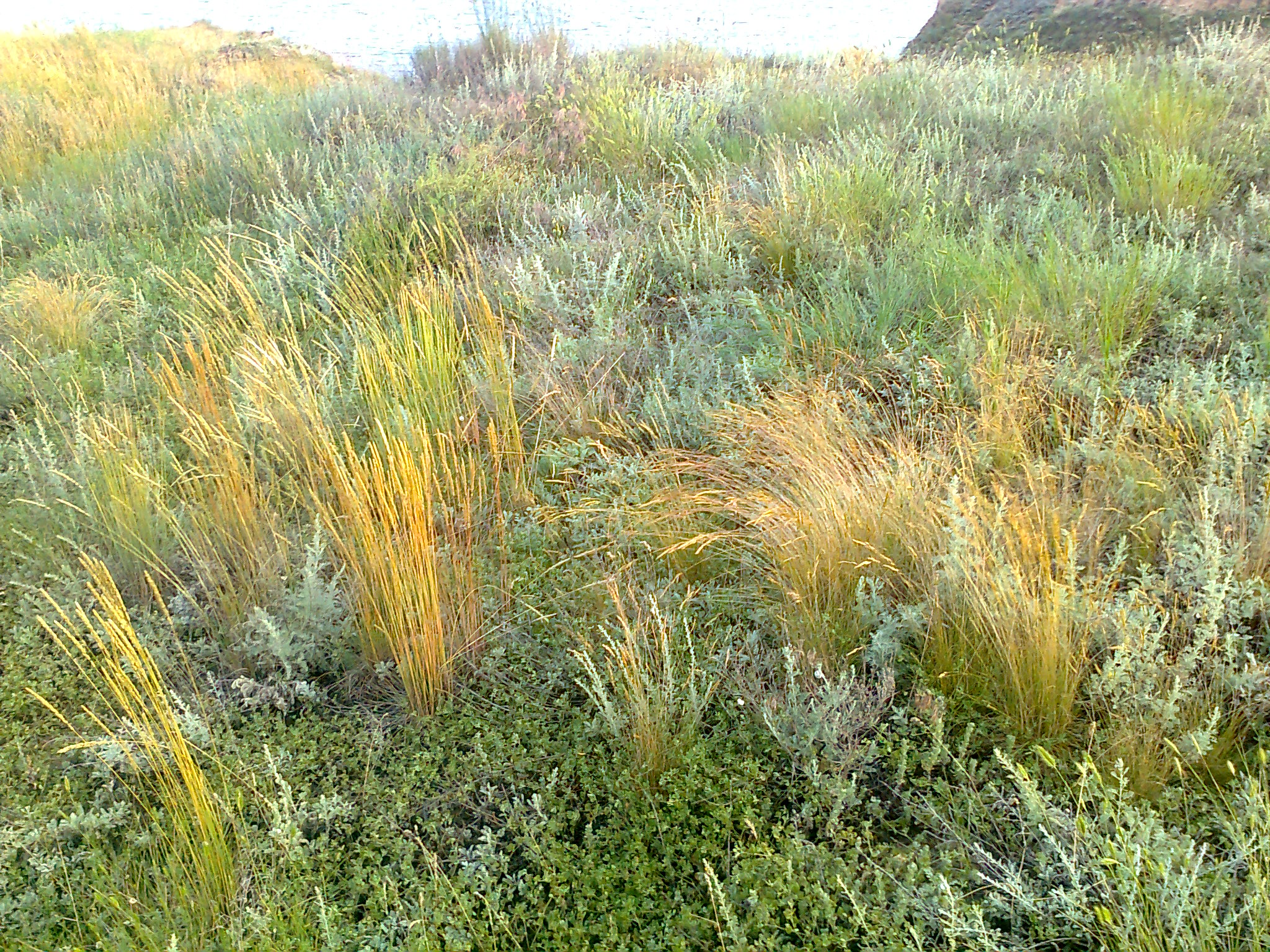
растительность
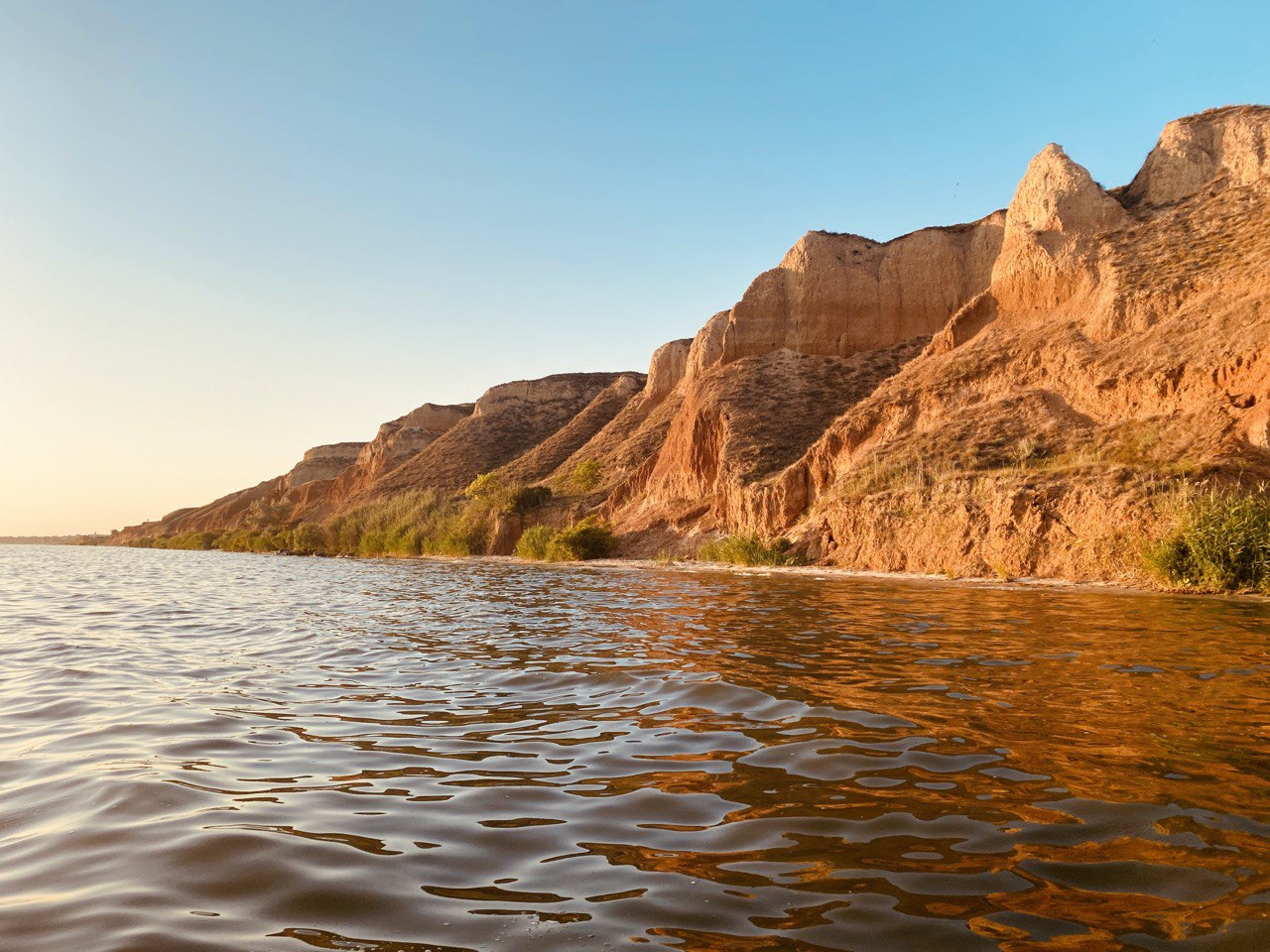
вид с моря

## Природа
Природные комплексы заказника представлены уникальным сочетанием степных участков и крутых склонов с обнажениями лёссовых пород, а также прибрежной акватории Днепро-Бугского лимана. Растут ковыль-волосатик (Stípa capilláta), ковыль Лессинга (Stipa lessingiana), тюльпан бугский (Tulipa hypanica), тюльпан Шренка (Túlipa schrénkii), сальвиния плавающая (Salvínia nátans), гриб сморчок степной (Morchella steppicola); встречаются животные гигантский ктырь (Satanas gigas), махаон (Papilio machaon), дыбка степная (Saga pedo), каспийский полоз (Dolichophis caspius), медицинская пиявка (Hirudo medicinalis), занесённые в Красную книгу Украины